# Carlos Finlay
Carlos Juan Finlay y Barrés (ur. 3 grudnia 1833 w Camagüey, zm. 20 sierpnia 1915 w Hawanie) – kubański naukowiec i lekarz; pionier badań nad żółtą febrą.

## Lata młodości
Carlos Juan Finlay urodził się 3 grudnia 1833 roku w miejscowości Santa María del Puerto del Príncipe na Kubie. Przyszedł na świat w rodzinie pochodzenia francusko-szkockiego. Od 1853 roku uczęszczał do Jefferson Medical College w Filadelfii. Po roku 1855 rozpoczął własną praktykę medyczną.

## Osiągnięcia naukowe
Jego największym osiągnięciem są pionierskie badania nad żółtą febrą. W XIX wieku uważano, iż żółta febra – choroba, która zabijała wówczas tysiące ludzi – przenosi się z człowieka na człowieka poprzez bezpośredni kontakt. W 1881 roku, na podstawie obserwacji leczonych przez siebie pacjentów, Finlay jako pierwszy naukowiec zasugerował, że choroba ta jest przenoszona przez komary. Ustalił, że jeżeli ugryzły one osobę chorą, to potem, kąsając zdrowego człowieka, zarażały go wirusem. Niestety teoria ta nie spotkała się z pozytywnym przyjęciem wśród środowiska naukowego.
Jego przypuszczenia potwierdziły się już rok później, w 1882 roku, gdy zidentyfikował komara z rodzaju Aedes jako tego, który przenosił żółtą febrę. Mimo to oficjalnie jego wieloletnie badania potwierdziła dopiero przybyła w 1900 roku do Hawany Komisja do Spraw Żółtej Febry Armii Amerykańskiej. Jej szef, mjr Walter Reed, podjął badania, prowadzone pod kierunkiem naukowym Finlaya. We współpracy z kubańskim naukowcem opracował on sposoby ochrony przed komarami.
Za badania nad żółtą febrą Carlos Juan Finlay w 1908 roku został nagrodzony Narodowym Orderem Legii Honorowej – najwyższym francuskim odznaczeniem państwowym.

## Ostatnie lata życia
Carlos Juan Finlay zmarł 20 sierpnia 1915 roku w wieku 81 lat w Hawanie, gdzie spędził ostatnie lata życia.